# Pip och den stora vida världen
Pip och den stora vida världen (Peep and the Big Wide World) är en amerikansk–kanadensiskt animerat barnprogram. Den är baserad på bokserien med samma namn, skriven av Kaj Pindal. TV-serien hade premiär i USA den 17 april 2004 på The Learning Channel. Pip och den stora vida världen är producerad av WGBH-TV, 9 Story Entertainment, Eggbox LLC, Alliance Atlantis, National Film Board of Canada och Discovery Kids Original Production.